# Троянка (Олександрійський район)
Троя́нка — село (фактично хутір) в Україні, у Новопразькій селищній громаді Олександрійського району Кіровоградської області. Населення станом на 2021 становило 5 осіб.

## Історія
Відомо про існування кількох слов'янських курганів коло села.
Постійне поселення з'явилось на початку XIX століття у зв'язку з виникненням неподалік шкіряного заводу.
За переказами старожилів, під час революції та радянсько-української війни вони бачили тут і в Мошориній двійника Леніна.
Під час Знам'янської операції наприкінці 1943 цивільні з навколишніх сіл ховалися тут від боїв, унаслідок яких серед іншого постраждала дитина з Новоолександрівки, Дмитро Опанасович Кравцов (1932-1946).

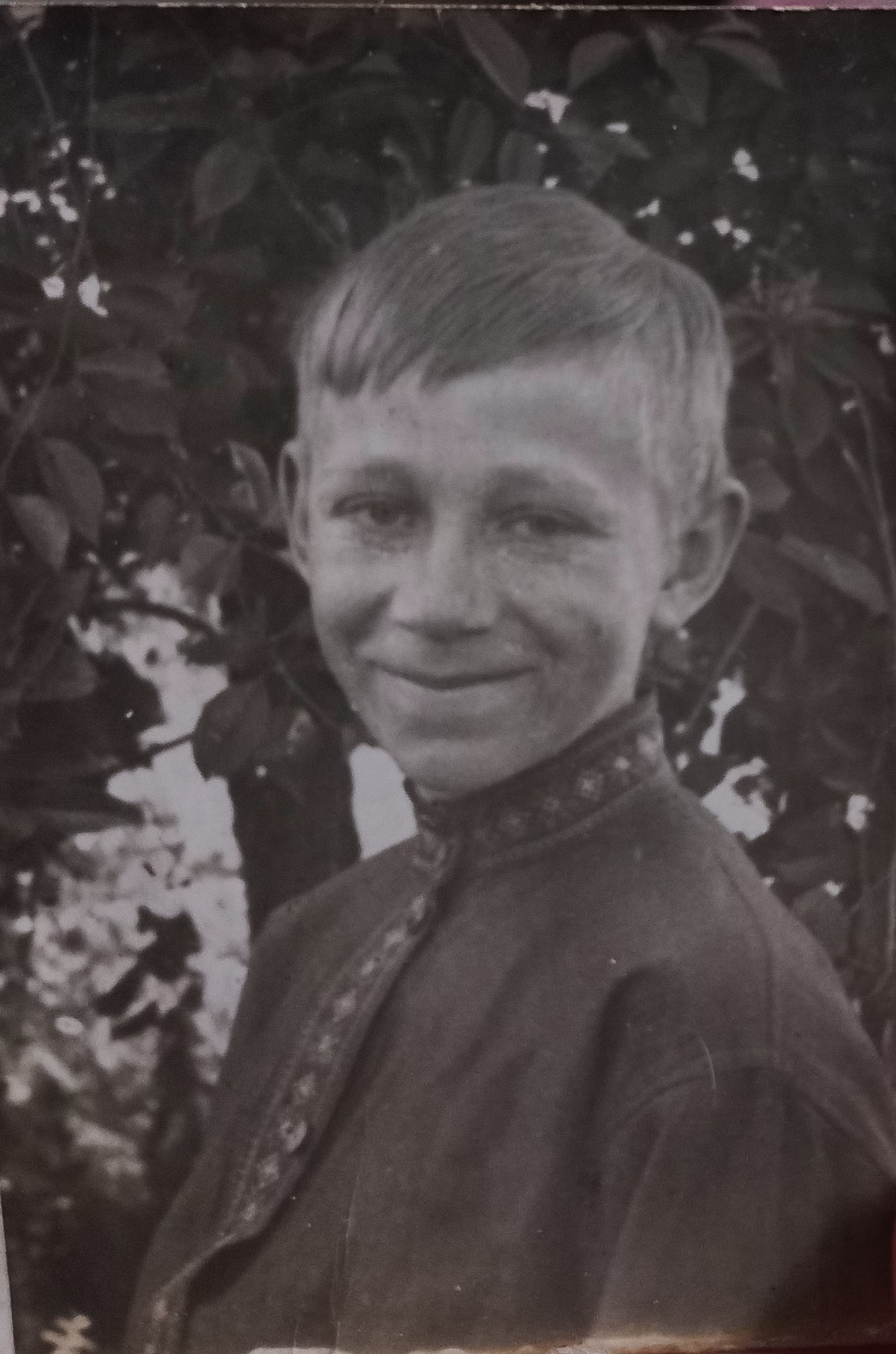
Дмитро Кравцов

Тут була похована місцева героїня Лукія Юхимівна Стаченко (1879-1973) що рятувала односельчан у роки Голодомору та партизан у роки німецької окупації.
Станом на 2021 тут проживало лише 5 осіб, родина Лихварів.

## Населення
Згідно з переписом УРСР 1989 року чисельність наявного населення села становила 78 осіб, з яких 29 чоловіків та 49 жінок.
За переписом населення України 2001 року в селі мешкало 56 осіб.

### Мова
Розподіл населення за рідною мовою за даними перепису 2001 року:
| Мова       | Відсоток |
| ---------- | -------- |
| українська | 98,21 %  |
| російська  | 1,79 %   |